# Pompier aux États-Unis

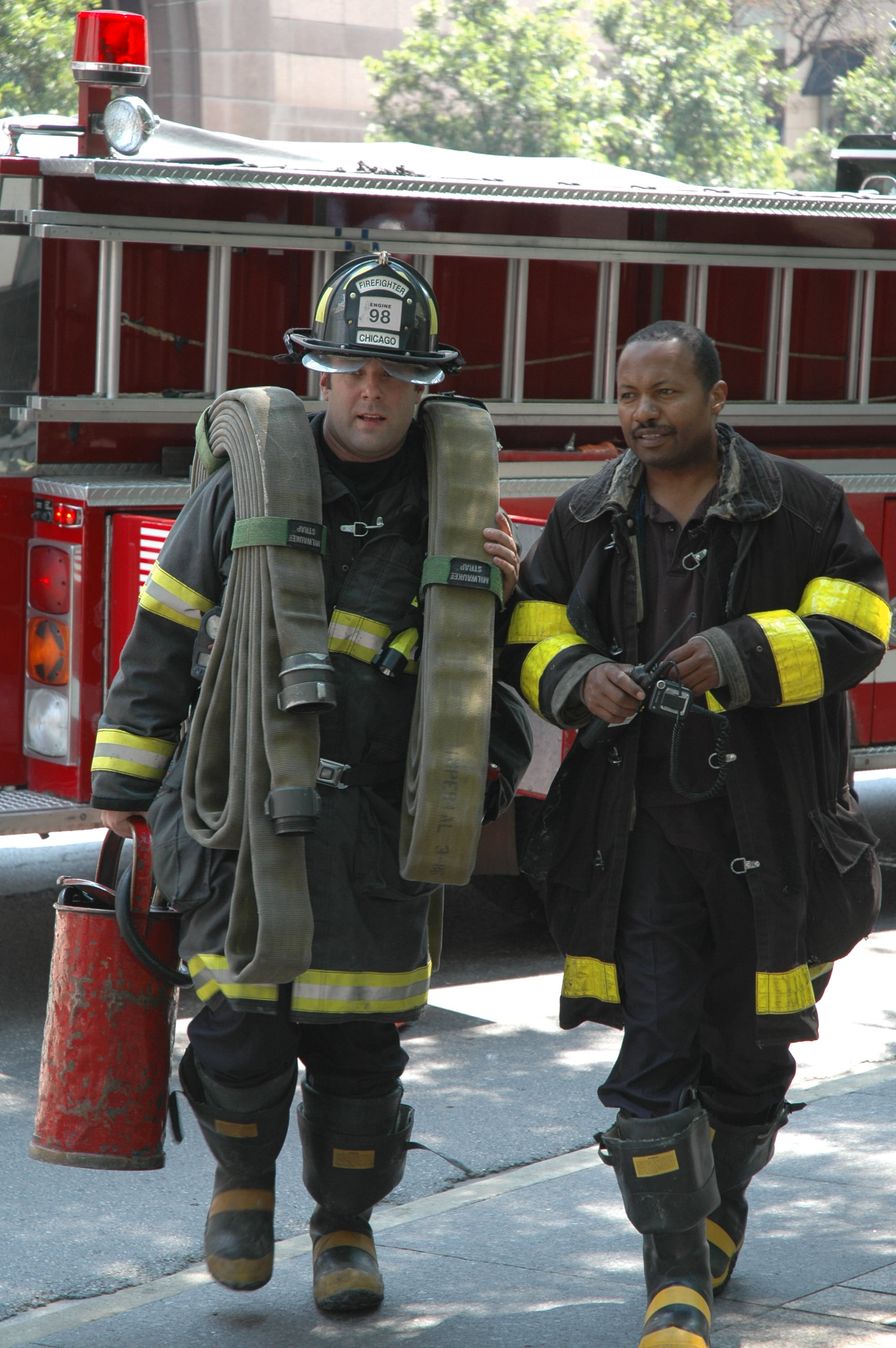
Pompiers du Chicago Fire Department.

Cet article relate quelques spécificités relatives au métier de pompier aux États-Unis.

## Histoire
La ville de La Nouvelle-Amsterdam a établi le premier système de lutte contre les incendies en 1647.
Benjamin Franklin a organisé la Union Fire Company à Philadelphie en 1736, la première brigade de sapeurs-pompiers bénévoles, 40 ans avant que les treize colonies américaines ne déclarent leur indépendance pour devenir les États-Unis d’Amérique.

## Statistiques en 2011

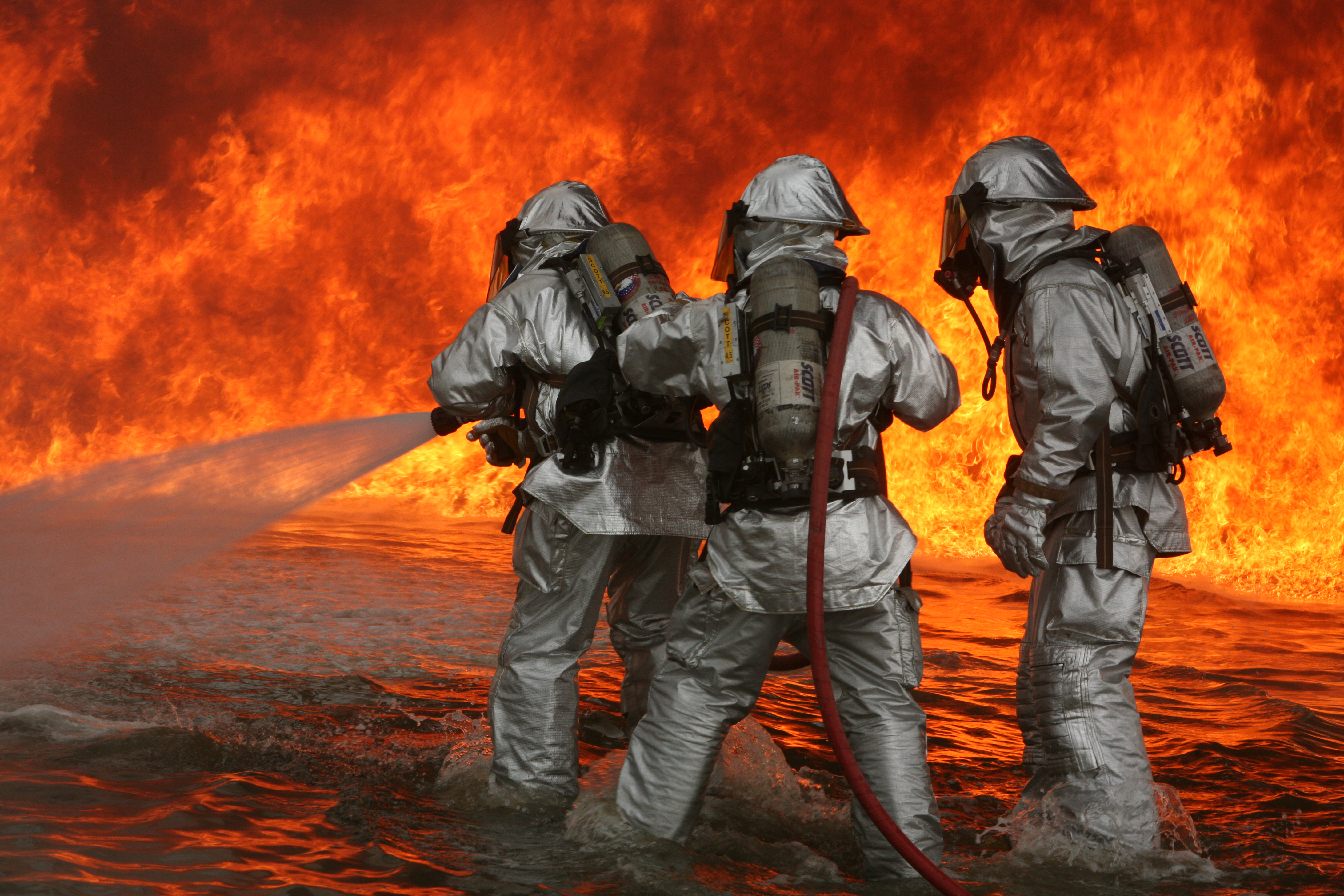
Pompiers militaires de l'USMC lors d'un exercice.

- Sur les 1,15 million de sapeurs-pompiers recensés aux États-Unis, 812 150 sont des volontaires.

- 86 % des services de lutte contre l'incendie et de secours sont entièrement ou presque constitués de volontaires ; ils protègent 39 % de la population.

- 94 % des pompiers volontaires sont dans des collectivités de moins de 25 000 habitants.

- On dénombre aux États-Unis 21 235 services de lutte contre l'incendie entièrement constitués de volontaires et 4 830 autres dont la grande majorité du personnel est volontaire.

- Les pompiers volontaires font économiser 37,2 milliards de dollars américain par an aux collectivités locales.

- 72 pompiers sont morts dans l’exercice de leurs fonctions en 2010 ; 44 d’entre eux étaient des volontaires.

## National Fire Protection Association
Outre les lois et règlements adoptés par les États de l'Union, les comtés et municipalités, les normes concernant la prévention et la lutte de l'incendie sont faites aux États-Unis par la National Fire Protection Association (NFPA, Association nationale de protection contre l'incendie). Son activité inclut la rédaction de normes sur la construction (voir Établissement recevant du public) et sur les équipements de protection individuelle (EPI) portés par les pompiers.

### Histoire
La NFPA a été formée en 1896 sur l'initiative d'un groupement d'assurances afin de normaliser les arroseurs automatiques de type gicleur qui venaient d'apparaître. Son champ d'intérêt s'étendit aux installations électriques (un autre domaine émergeant) puis aux autres aspects de la construction.
Il n'y avait au départ aucun représentant des industries que la NFPA voulait réguler ; les premiers représentants furent admis en 1904. Le premier corps de pompiers à y participer fut celui de New York (New York City Fire Department) en 1905. De nos jours, le NFPA regroupe de nombreux corps de pompiers, des compagnies d'assurance, des associations de fabricants et de vendeurs, des représentants du gouvernement ainsi que de simples citoyens.

### La NFPA de nos jours
Elle est implantée à Quincy (Massachusetts). Elle supervise la réalisation et la maintenance de 300 règlements et normes. Les documents sont développés par plus de 6 000 personnes.

## New York

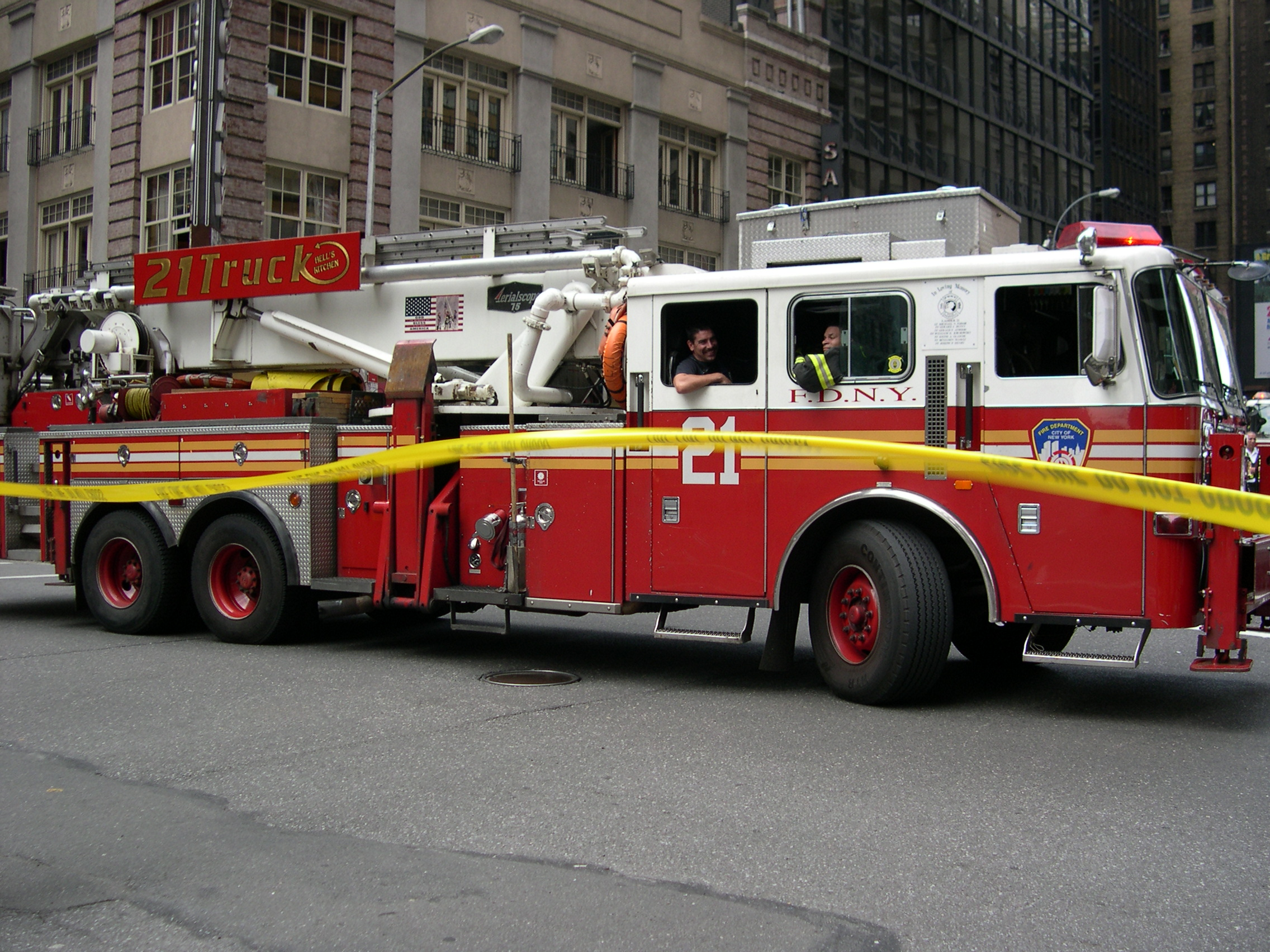
L'échelle 21 (Truck 21) du FDNY.

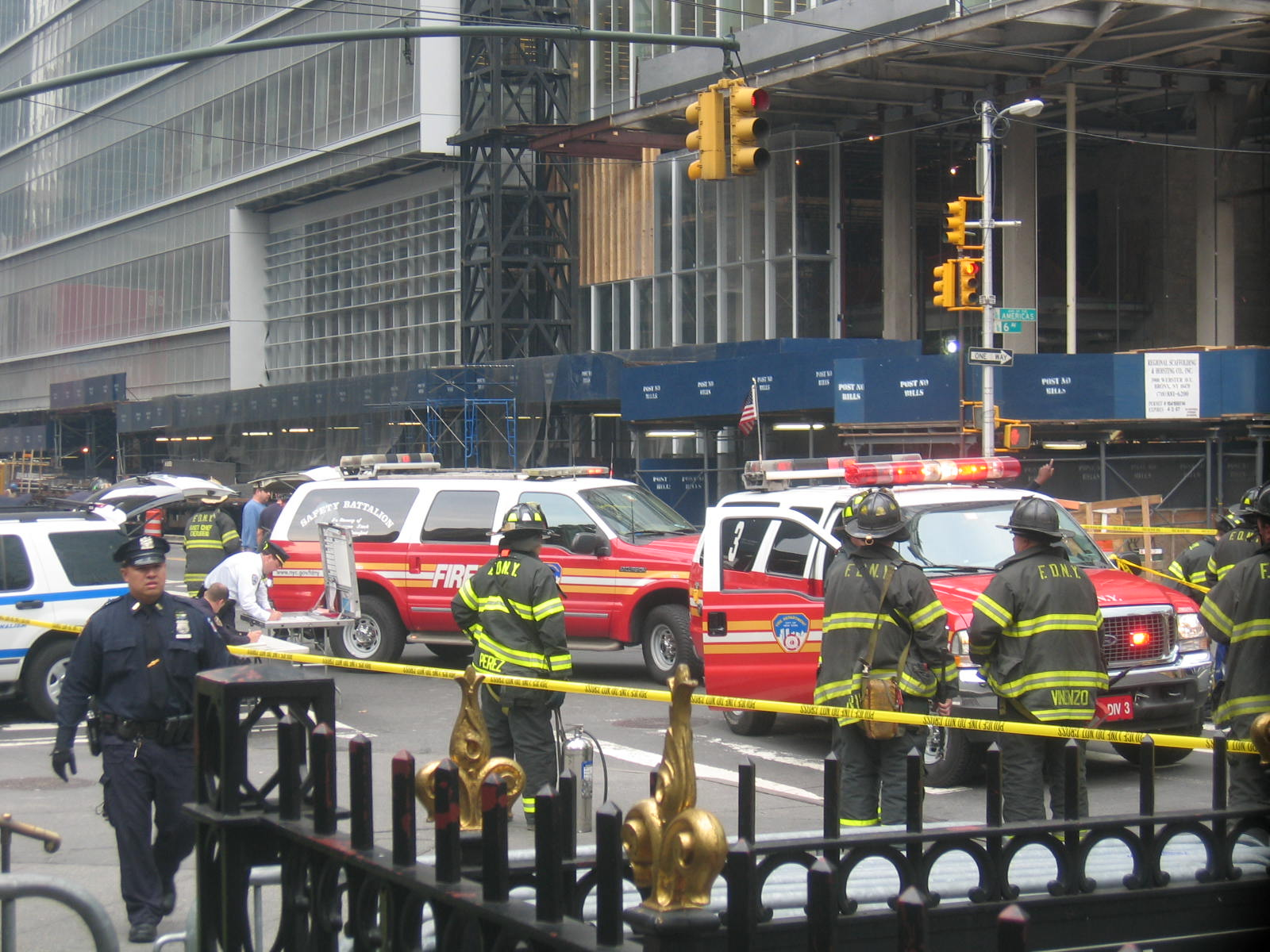
Pompiers de New York en intervention à Manhattan près du Chrysler building.

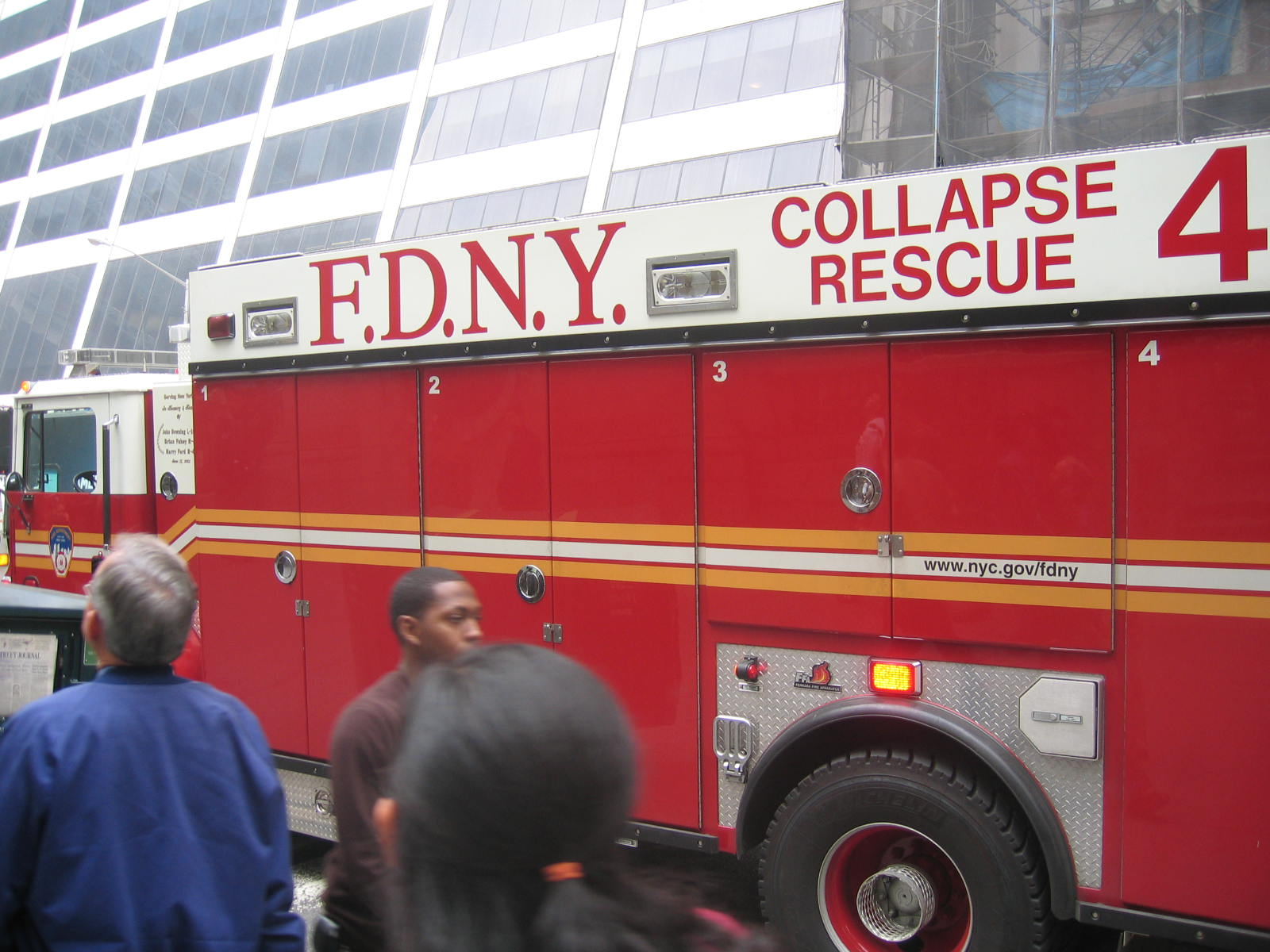
Pompiers de New York en intervention à Manhattan près du Chrysler building.

Le Fire Department of the City of New York (FDNY, parfois appelé New York City Fire Department) est chargé de la défense des cinq arrondissements (boroughs) de la ville de New York. Ses missions recouvrent la lutte contre l'incendie, la prévention des risques d'incendie (fire hazard) et la lutte comme l'incendie, comme celui  de la boîte de nuit The Station à proximité de Rhode Island (20 février 2003, 100 morts et 200 blessés). Le FDNY comprend 11 000 personnes.
Il dispose également de secouristes paramédicaux (paramedics, emergency medical technician – EMT) qui assurent l'aide médicale urgente à bord d'ambulances (Emergency medical service – EMS), mais aussi de compagnies de sauvetage (Rescue company) qui effectuent les sauvetages délicats : les incendies, sauvetages en hauteur, en profondeur ou dans les cours d'eau, le sauvetage-déblaiement…
Le FDNY a été endeuillé par la mort de 343 de ses membres lors de l'effondrement des tours jumelles le 11 septembre 2001 ; ils ont à cette occasion été célébrés comme de véritables héros par les États-Unis (avec leurs collègues de la police, le New York City Police Department — NYPD). Certains observateurs mettent en cause l'irresponsabilité des personnels qui se sont engagés dans le bâtiment sans ordre de la hiérarchie ainsi que l'inadaptation du matériel radio, ancien qui ne permettait pas l'interconnexion entre pompiers et policiers :  les personnels ont mal reçu l'ordre d'évacuation. Toutefois, un certain nombre de pompiers se trouvant en haut de la première tour ont eu le temps d'évacuer entre l'effondrement de la seconde tour à 9 h 58 et celui de la première à 10 h 28.

### Activité opérationnelle[Quand?]
- 196 fourgons d'incendie (engines) ont effectué 7 798 dont 2 018 interventions de secours à personne (EMS) ; le FDNY comporte 332 fourgons au total, mais les statistiques ne sont connues que pour 196 d'entre eux ;
- 146 véhicules échelle (ladders) ont effectué 1 869 interventions ; le FDNY comporte 176 véhicules échelle au total, mais les statistiques ne sont connues que pour 146 d'entre eux ;
- les huit unités de lutte contre les feux de forêt (brush fire) ont effectué 266 interventions ;
- l'unité d'intervention sur les effondrements (collapse) a effectué 182 missions ;
- l'unité de décontamination (decon support unit) est intervenue 21 fois et a engagé deux fois le module de décontamination (decon trailer) ;
- l'unité d'épuisement des eaux a été engagée 70 fois ;
- les unités de mousse ont été engagées 61 fois ;
- les unités spécialisées en matières dangereuses (haz mat) ont été engagées 2 641 fois ;
- les unités maritimes ont été engagées 2 197 fois ;
- les équipes de sauvetage (rescue) ont été engagées 14 272 fois.

NB : ces chiffres sont supérieurs au nombre de sinistres, puisque certains sinistres nécessitent l'intervention de plusieurs véhicules et unités.

## Los Angeles
Le Département d'incendie de Los Angeles (Los Angeles Fire Department, LAFD, parfois appelé Los Angeles City Fire Department) a été fondé en 1886. Il comprend plus de 3 500 personnes (en tenue et administratifs), qui ont pour mission la lutte contre l'incendie et sa prévention, l'aide médicale urgente, le sauvetage, la gestion accidents impliquant des matières dangereuses, l'intervention en cas de catastrophe et la sensibilisation du public.
Los Angeles est la deuxième ville des États-Unis, le LAFD défend une communauté d'environ 4 millions de personnes sur 1 220 km².

## Chicago

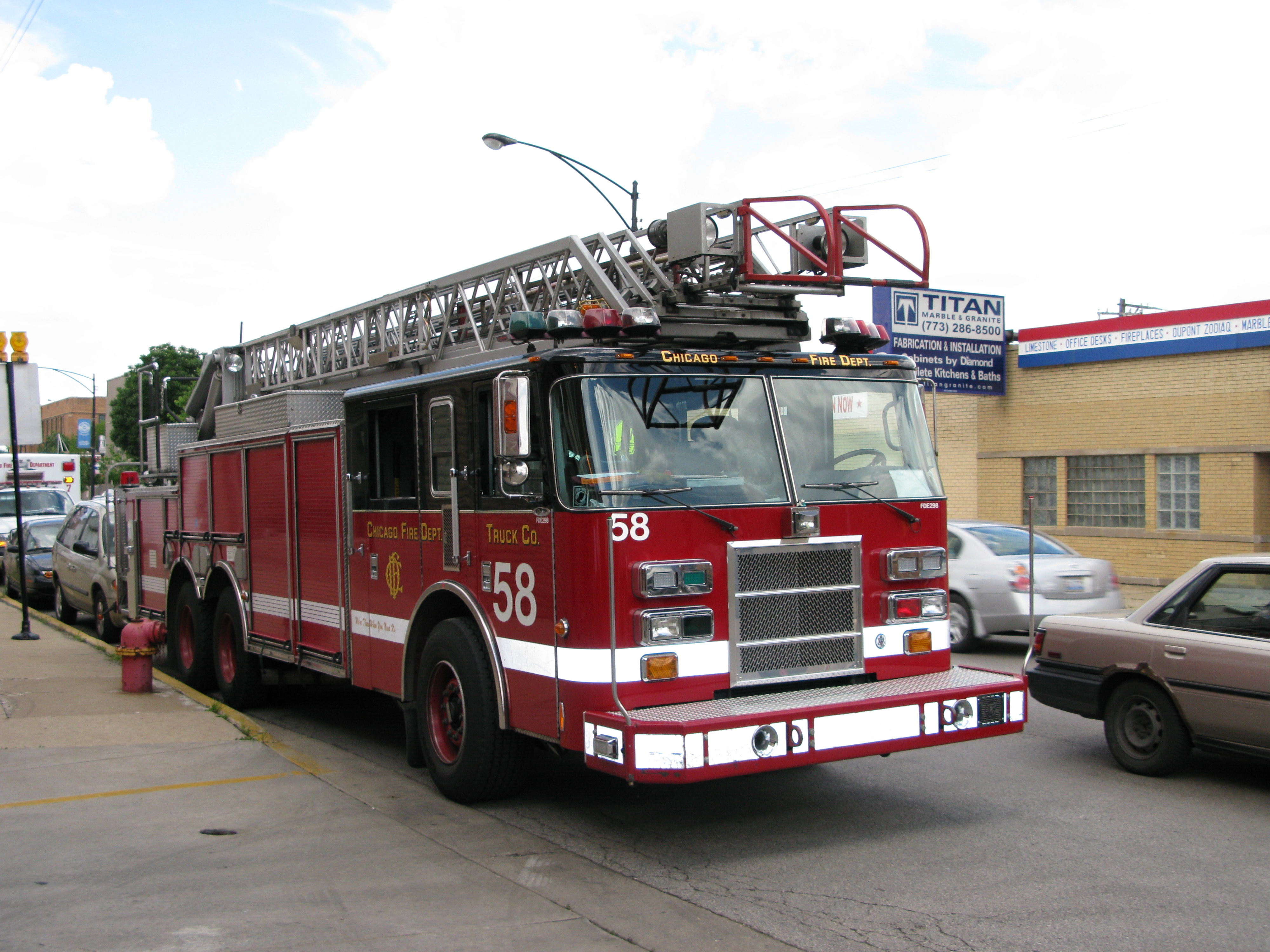
Grande échelle (truck) de la Truck company 58 du Chicago Fire Department.

Le Département d'incendie de Chicago (Chicago Fire Department, connu sous le sigle CFD) est le corps de sapeurs-pompiers professionnels de la ville de Chicago dans l'Illinois. Ses missions concernent principalement la lutte contre l'incendie, la prévention, le secours et le sauvetage. Il est placé sous la juridiction du maire de Chicago.
Le Chicago Fire Department est le plus grand service d'incendie dans le Midwest des États-Unis et est le quatrième plus important département du pays après le New York City Fire Department, le Los Angeles Fire Department et le Los Angeles County Fire Department qui possèdent plus de stations et d'effectifs que Chicago.
C'est aussi l'un des plus anciens services d'incendie majeurs organisés dans ce pays. Parallèlement, certains pompiers servent dans les unités paramédicales, avec le système d'urgence médicale de Chicago.

## Honolulu
Le Département d'incendie d'Honolulu (Honolulu Fire Department, HFD) est le principal corps de sapeurs-pompiers de la ville et du comté d'Honolulu. Elle est sous la direction du maire d'Honolulu. Elle fut fondée le 27 décembre 1850 par Kamehameha III. Le HFD défend l'île d'O'ahu, ce qui représente plus de 1 600 km² et 880 000 habitants, ainsi que 4 millions de visiteurs par an.
C'est le 16e plus grand corps des États-Unis[Quand ?]. Il emploie 1 000 sapeurs-pompiers répartis dans cinq bataillons. Il possède quarante-deux fourgons d'incendie, quatorze engins échelle, deux équipes de sauvetage-déblaiement, deux équipes de risque chimique, une équipe de plongeurs, un bateau-pompe, cinq navires-citernes, un hélicoptère et un ravitailleur d'hélicoptère.
L'administration comprend quatre bureaux : le bureau des services administratifs (Administrative Services Bureau), le centre de communication tactique (Fire Communication Center), le bureau de prévention (Fire Prevention Bureau), et le bureau de recherche et d'entraînement (Training and Research Bureau).

## Mascotte
La mascotte des pompiers américains est un dalmatien. Cela vient d'une analogie faite entre ce chien qui était utilisé au XIXe siècle pour tirer des carrioles et les chevaux qui tractaient les voitures de pompiers.